# Julianne Nyhan
Julianne Nyhan (* 1979) ist eine irische Wissenschaftlerin und Professorin für Humanities Data Science and Methodology am Institut für Geschichte des Fachbereichs Gesellschafts- und Geschichtswissenschaften der TU Darmstadt.

## Leben und Forschung
Julianne Nyhan studierte am University College Cork in Irland Geschichte und griechische und römische Zivilisation. 2006 promovierte sie zum Thema Die Anwendung von XML auf die historische Lexikographie des alten, mittleren und frühneuzeitlichen Irisch: eine lexikonbasierte Analyse am University College Cork. Sie  war Professorin für Digital Humanities (digitale Geisteswissenschaften) am University College London (UCL) und war Direktorin des UCL Centre for Digital Humanities. Seit 2022 ist sie Professorin für Humanities Data Science and Methodology am Institut für Geschichte des Fachbereichs Gesellschafts- und Geschichtswissenschaften der TU Darmstadt.
Nyhans Forschungen sind interdisziplinär und international an der Schnittstelle zwischen Geisteswissenschaften und Informatik angesiedelt. Während ihrer Forschungen arbeitet sie auch mit Forschenden in Museen, Bibliotheken, Archiven und der Industrie zusammen. In ihrem kollaborativen und interdisziplinären Projekt Sloane Lab geht es um die Nutzung digitaler Technologien zur Erforschung historischer Museumssammlungen. Nyhans Hauptforschungsinteresse ist die Oral History.
Julianne Nyhan und Co-Autorin Alexandra Ortolja-Baird wurden 2022 für den Digital Humanities Award nominiert.

## Schriften (Auswahl)
Bücher
- mit Claire Warwick, Melissa Terras: Digital Humanities in Practice. Facet Publishing 2012, ISBN 978-1-85604-766-1.
- mit Ian Ruthven, G. G. Chowdhury, Claire Warwick, Melissa Terras u. a.: The Facet Digital Heritage Collection. Facet Publishing 2015, ISBN 978-1-78330-091-4.
- mit Emer Purcell, Paul Maccotter: Clerics, Kings and Vikings: Essays on Medieval Ireland in Honour of Donnchadh O Corrain. FOUR COURTS PR 2015, ISBN 978-1-84682-279-7.
- mit Melissa Terras und Edward Vanhoutte (Hg.): Defining Digital Humanities: A Reader (Digital Research in the Arts and Humanities). Routledge 2016, ISBN 978-1-4094-6963-6.
- mit Andrew Flinn: Computation and the Humanities: Towards an Oral History of Digital Humanities. Springer 2016, ISBN 978-3-319-20169-6.
- mit Marco Passarotti: One Origin of Digital Humanities: Fr Roberto Busa in His Own Words. Springer 2019, ISBN 978-3-030-18311-0.

Artikel
- Developing Integrated Editions of Heritage Language Dictionaries: the Irish example. In: Literary and Linguistic Computing 23 S. 3–12.
- Scholarly Labour and Digital Collaboration in Literary Studies': An Invited Reply. In: Social Epistemology Review and Reply Collective 4. Nr. 5 2015 S. 23–28
- It is time to address the public communication of Digital Humanities. In: Digital Humanities Quarterly. 2016
- mit: Julianne Nyhan, Alexandra Ortolja-Baird, Victoria Pickering, Kim Sloan, Martha Fleming: Digital Humanities in the Memory Institution: the challenges of encoding Sir Hans Sloane’s catalogues of his collections. In: Open Journal of the Humanities 2019